# My Friend (Jacques Houdek)
My Friend è un singolo del cantante croato Jacques Houdek pubblicato il 2 marzo 2017.

## Descrizione
My Friend è stato scritto da Jacques Houdek, Arjana Kunštek, Fabrizio Laucella e Ines Prajo e composto da Jacques Houdek, Tony Roberth Malm e Siniša Reljić. Il testo di My Friend è bilingue, in inglese e in italiano.
Il brano è stato annunciato il 20 febbraio 2017, in seguito alla conferma avvenuta tre giorni prima da parte dell'ente radiotelevisivo croato HRT della partecipazione di Jacques Houdek all'Eurovision Song Contest 2017 come rappresentante della Croazia.
My Friend, che include elementi di musica operistica in italiano, è stato descritto dal cantante come "una celebrazione dell'amicizia, della gioia di vivere e della ricchezza senza prezzo dell'amore, della fiducia e del rispetto", nella speranza che "questa canzone, come le [sue] altre, riesca a promuovere un senso di solidarietà, amicizia e rispetto per la diversità".

## Tracce
Download digitale
- My Friend – 3:00

## Classifiche
| Classifica (2017) | Posizione massima |
| ----------------- | ----------------- |
| Croazia           | 10                |